# Südflug International
Südflug International (im Außenauftritt Südflug) war eine auf dem Flughafen Stuttgart ansässige deutsche Charterfluggesellschaft und zudem die erste bundesdeutsche Fluggesellschaft, die nach dem Zweiten Weltkrieg gegründet wurde.

## Geschichte
Die Fluggesellschaft wurde am 24. November 1952 von dem ehemaligen deutschen Jagdflieger und Selfmade-Unternehmer Rul Bückle mit einem Gründungskapital von 20.000 DM unter dem Namen Süddeutsche Bedarfsflug gegründet. Bückle benötigte hierzu die Unterstützung von Schweizer Strohmännern, da die damals bestehenden Besatzerstatuten ihm die Gründung nicht erlaubten. Die Betriebsaufnahme vom Flughafen Stuttgart erfolgte 1953. Anfänglich wurde eine in der Schweiz registrierte Cessna UC-78 mit Schweizer Besatzungen im Ad-hoc-Charter für Frachttransporte und Geschäftsflüge betrieben. Eine zweite Maschine dieses Typs kam ab August 1954 zum Einsatz. Nachdem die Gründung deutscher Lufttransportunternehmen im Jahr 1955 rechtlich möglich wurde, erhielten die Flugzeuge ein westdeutsches Kennzeichen. Etwa zeitgleich wurde der Unternehmensname in Südflug – Süddeutsche Fluggesellschaft geändert. Die Gesellschaft führte danach unter anderem auch Vermessungsflüge in Afrika durch. Im Jahr 1955 erhielt Südflug ihre erste De Havilland DH.114 Heron, die unter anderem im Linienbetrieb für Lufthansa von Stuttgart nach Frankfurt am Main und Nürnberg eingesetzt wurde. Anfang 1956 und 1957 erwarb die Gesellschaft je eine weitere Heron. Die Linieneinsätze für Lufthansa endeten im Herbst 1963.
Im Jahr 1963 erwarb Bückle eine Douglas DC-7 von der niederländischen KLM und nahm mit dieser IT-Charterflüge in den Mittelmeerraum sowie zu den Kanarischen Inseln auf. Bis 1966 stellte die Gesellschaft nacheinander fünf weitere Maschinen dieses Typs in Dienst. Gleichzeitig schloss Bückle umfangreiche Charterverträge mit verschiedenen Reiseveranstaltern ab, um die hinzugekommenen Kapazitäten auszulasten. An der touristischen Entwicklung der Kanarischen Inseln, insbesondere an der Fuerteventuras, war Bückle maßgeblich beteiligt. In der Folgezeit entwickelte sich das Unternehmen zur zweitgrößten deutschen Charterfluggesellschaft nach Condor Flugdienst. Im April 1967 erhielt Südflug International, zunächst auf ein Jahr befristet, als erste deutsche Charterfluggesellschaft Verkehrsrechte in die USA. Der Kauf von zwei werksneuen Douglas DC-9 und die Anschaffung von zwei gebrauchten Douglas DC-8 der Swissair führten das Unternehmen in finanzielle Probleme. Swissair konnte die zwei Douglas DC-8 aufgrund von Lieferverzögerungen bei ihren neuen Flugzeugen nicht wie geplant im Frühjahr, sondern erst im Herbst 1967 an die deutsche Gesellschaft abtreten. Infolgedessen musste Südflug für die Dauer der Sommersaison 1967 zwei Flugzeuge anmieten, um ihre bereits geschlossenen Charterverträge erfüllen zu können. Die Leasingkosten trugen entscheidend zum wirtschaftlichen Niedergang des Unternehmens bei. Der Mitwettbewerber Lufthansa übernahm daraufhin in einer „feindlichen Aktion“ (O-Ton Bückle) die Gesellschaft am 2. Januar 1968 zu einem Preis von nur acht Millionen DM. Zwei Mitarbeiter der Südflug, die nach der Übernahme das Unternehmen verließen, gründeten im selben Jahr die Fluggesellschaft Atlantis. Lufthansa führte Südflug International bis zum Jahresende 1968 als eigenständiges Tochterunternehmen weiter und integrierte die Gesellschaft am 2. Januar 1969 vollständig in ihre Chartertochter Condor Flugdienst. Die Flugzeuge der Südflug wurden im Anschluss verkauft.
Condor Flugdienst ließ ihre Tochtergesellschaft Südflug im Rahmen eines Sparprogramms im Jahr 1990 wieder auferstehen. Zur Reduzierung der Personalkosten wurden neue Piloten und Flugbegleiter nicht von Condor selbst, sondern über die Südflug zu niedrigeren Gehältern eingestellt. Das Tochterunternehmen setzte Boeing 737-300, Boeing 757-200 und Boeing 767-300 ein, die in Condor-Farben flogen, aber mit Südflug-Personal betrieben wurden. Am 1. Oktober 1992 wurde die ausgelagerte Tochtergesellschaft wieder vollständig mit Condor Flugdienst fusioniert.

## Flotte
- Aero Commander 680
- Beechcraft 65 Queen Air
- Boeing 707-138B (geleast von Standard Airways)
- Cessna 172
- Cessna 175
- Cessna UC-78
- De Havilland DH.114 Heron
- Douglas DC-7C und DC-7C/F
- Douglas DC-8-33 und DC-8-54 (DC-8-54 geleast von Airlift)
- Douglas DC-9-32
- Fairchild F-27